# Freudenberg (Siegerland)
Freudenberg er en by med 18.555 indb. (2010) i Nordrhein-Westfalen, Tyskland og hører til Kreis Siegen-Wittgenstein.
Freudenberg ligger i det historiske Siegerland i en højde af 330 meter over havet. De 17 bydele fordeler sig på ca. 55 km², hvoraf ca. 2/3 består af løv og granskov. Byen fik sin nuværende størrelse efter kommunalreformen den 1. januar 1969, de fleste af stederne tilhørte også før Amt Freudenberg.
Der er motorvejsforbindelse over A45 "Sauerlandlinie" (Dortmund-Giessen) med egen afkørsel.

## Historie
De ældste bydele er formodentlig de i det 11. århundrede på skrift nævnte Plittershagen og Oberholzklau (1079). Freudenberg er nævnt som amts og domstolsby i begyndelsen af det 15. århundrede. Stedet og borgen Freudenberg blev første gang dokumenteret i 1389.
Borgen med bebyggelse blev grundlagt af greverne af Nassau som det vestlige hjørnepunkt af deres område. Den 7. november 1456 fik borgerne i Freudenbeg deres handels og byrettigheder. Frihedsbrevet henviser til, at Freudenberg meget tidligere var grundlagt som en flække. Byens historiske bykerne bærer stadig navnet „Alter Flecken“.
1540 blev borgen og bebyggelsen delvist ødelagt af en brand. Efter anordning af hertug Wilhelm den Rige opstod der i midten af det 16. århundrede en ny bykerne. Flækken fik som beskyttelse en mur med fire byporte. I nordvest Hohenhainer Tor, i nordøst Weihertor, i sydøst Braastor og i sydvest Schultor. Ved en ny brand den 9. august 1666, udløst af et lynnedslag , blev byen igen ødelagt. Kun et hus (Kölner Str. 3) stod tilbage, og er derfor i nutiden byens ældste hus. Fyrst Johan Moritz af Nassau-Siegen genopbyggede bykernen på de samme fundamenter fra før 1540. Borgen blev ikke genopført, så der i dag kun er enkelte murrester at se, hvor borgen lå.

## Politik
Borgmester er Eckhard Günther (CDU)
Byrådets 34 pladser fordeler sig efter kommunevalget den 30. august 2009:
|      | CDU | SPD | GRÜNE | FDP | Alternative Liste | I alt |
| 2009 | 14  | 12  | 3     | 3   | 2                 | 34    |

## De 17 bydele
Indbyggertal i alt 18.555 den 30-06 2010
| - Alchen: 1.927 - Bottenberg: 276 - Bühl: 392 - Büschergrund: 3.508 - Dirlenbach: 367 - Freudenberg: 5.063 | - Heisberg: 211 - Hohenhain: 461 - Lindenberg: 819 - Mausbach: 177 - Niederheuslingen: 400 - Niederholzklau: 159 | - Niederndorf: 1.748 - Oberfischbach: 1.043 - Oberheuslingen: 920 - Oberholzklau: 624 - Plittershagen: 460 |

## Kultur og seværdigheder

### Teater
På den Südwestfälische Freilichtbühne Freudenberg er der hvert år i en skov og klippekulisse opført to nye iscensættelser for børn og voksne. Alle deltagere er frivillige.
Tilskuertribunen er overdækket. Friluftspillet besøges hvert år af ca. 50.000 tilskuere.
Bymuseet i midten af den historiske bykerne Alter Flecken, viser byens by og erhvervshistorie, bl.a Freudenberg urmageren Stahlschmidts uresamling. Teknisk museum i Olper Straße udstiller genstande fra regioens håndværks og industrihistorie, bl.a en dampmaskine fra 1904 og et udvalg af historiske køretøjert.

### Bygninger
„Alte Flecken“ i bymidten giver de ca. 50 bindingsværkhuse et indtryk af en lille by fra det 17. århundrede.
Den evangeliske kirke på Schlossberg blev opført 1585, og i 1602–1606 ombygget til en forsvars og beskyttelseskirke. Kirkens klokketårn og murresterne er det eneste der er tilbage af det gamle borganlæg.
Kirken i Oberholzklau blev bygget i begyndelsen af det 13. århundrede er en seværdig romansk kirke med en tydelig synlig overgang til gotik. Præstegården i bindingsværksstil ved siden af kirken er fra 1608.

## Billedgalleri
- Hus i Alte Flecken beklædt med skifer
- Hus i Alte Flecken, der gennemgår en grundig restaurering
- Büschergrund
- Plittershagen